# Бразилски заек
Бразилският заек (Sylvilagus brasiliensis) е вид бозайник от семейство Зайцови (Leporidae). Видът не е застрашен от изчезване.

## Разпространение и местообитание
Разпространен е в Аржентина (Катамарка, Кориентес, Мисионес, Салта, Сан Салвадор де Хухуй, Санта Фе, Сантяго дел Естеро, Тукуман и Чако), Белиз, Боливия, Бразилия (Акри, Алагоас, Амазонас, Амапа, Баия, Гояс, Еспирито Санто, Мараняо, Мато Гросо, Мато Гросо до Сул, Минас Жерайс, Пара, Параиба, Парана, Пернамбуко, Пиауи, Рио Гранди до Норти, Рио Гранди до Сул, Рио де Жанейро, Рондония, Санта Катарина, Сао Пауло, Сеара, Сержипи и Токантинс), Венецуела, Гватемала, Гвиана, Еквадор, Колумбия, Коста Рика, Мексико (Веракрус, Идалго, Оахака, Пуебла, Сан Луис Потоси, Табаско, Тамаулипас и Чиапас), Никарагуа, Панама, Парагвай, Перу, Суринам, Френска Гвиана и Хондурас.
Обитава гористи местности, ливади, пасища, храсталаци, савани, крайбрежия и плажове в райони с тропически и умерен климат, при средна месечна температура около 23 градуса.

## Описание
На дължина достигат до 36,3 cm, а теглото им е около 986,7 g.